# Vis Pesaro 1898 2002-2003
Questa pagina raccoglie le informazioni riguardanti la Vis Pesaro 1898 nelle competizioni ufficiali della stagione 2002-2003.

## Stagione
Nella stagione 2002-2003 la Vis Pesaro disputa il girone B del campionato di Serie C1, con 36 punti ottiene il tredicesimo posto finale, evitando il Play-out con l'Aquila, che al termine del torneo sembrava necessario dover disputare per salvarsi. Ma il reclamo del Paternò, accolto dalla Caf, in merito alla gara contro il Pescara, in seguito respinto dalla Corte Federale, ha relegato i siciliani al quint'ultimo posto, e di fatto salvato in modo diretto la Vis Pesaro. Comunque il seguente blocco delle retrocessioni, per l'allargamento della Serie B, ha favorito il ripescaggio delle tre retrocesse: Fermana, Sora e Paternò. Allenata da Paolo Dal Fiume la Vis Pesaro ha ottenuto 18 punti, tanto nel girone di andata, ché in quello di ritorno. Il campionato è stato vinto dall'Avellino che è salito diretto in Serie B, mentre la seconda promossa nei cadetti è stato il Pescara, che ha vinto i Play-off. Nella Coppa Italia di Serie C i biancorossi hanno disputo un combattuto girone G, vinto dal Cesena con 8 punti, ma per differenza reti nei confronti del Rimini, la Vis Pesaro ha vinto una sola gara con il Fano (1-3).

## Rosa
| N. |                   | Ruolo | Calciatore             |
| -- | ----------------- | ----- | ---------------------- |
|    | Italia (bandiera) | C     | Vito Michele Antonelli |
|    | Italia (bandiera) | D     | Patrizio Balleello     |
|    | Italia (bandiera) | D     | Fabio Barison          |
|    | Italia (bandiera) | C     | Gabriele Bevilacqua    |
|    | Italia (bandiera) | A     | Fabio Borda            |
|    | Italia (bandiera) | A     | Costantino Borneo      |
|    | Italia (bandiera) | P     | Alex Castorani         |
|    | Italia (bandiera) | D     | Umberto Cazzola        |
|    | Italia (bandiera) | P     | Roberto De Juliis      |
|    | Italia (bandiera) | C     | Luca Gentili           |
|    | Italia (bandiera) | C     | Daniele Giraldi        |
|    | Italia (bandiera) | D     | Michele Ischia         |
|    | Italia (bandiera) | C     | Alessandro Marchetti   |

| N. |                   | Ruolo | Calciatore         |
| -- | ----------------- | ----- | ------------------ |
|    | Italia (bandiera) | C     | Roberto Marta      |
|    | Italia (bandiera) | A     | Marco Martini      |
|    | Italia (bandiera) | D     | Marco Mazzoli      |
|    | Italia (bandiera) | C     | Renzo Nonis        |
|    | Italia (bandiera) | A     | Cristian Pazzi     |
|    | Italia (bandiera) | D     | Yuri Pellegrini    |
|    | Italia (bandiera) | A     | Gianluca Pittaluga |
|    | Italia (bandiera) | D     | Simone Rizzato     |
|    | Italia (bandiera) | D     | Christian Santi    |
|    | Italia (bandiera) | C     | Gianluca Segarelli |
|    | Italia (bandiera) | D     | Andrea Soncin      |
|    | Italia (bandiera) | A     | Andrea Staffolani  |
|    | Italia (bandiera) | D     | Roberto Vezzosi    |

## Risultati

### Campionato

#### Girone di andata
| Chieti 1º settembre 2002 1ª giornata | Chieti         | 0 – 0 | Vis Pesaro | Stadio Guido Angelini\| Arbitro: \| Marelli (Como) \| |
| Arbitro:                             | Marelli (Como) |       |            |                                                       |

| Pesaro 8 settembre 2002 2ª giornata | Vis Pesaro        | 0 – 0 | Fermana | Stadio Tonino Benelli\| Arbitro: \| Tonolini (Milano) \| |
| Arbitro:                            | Tonolini (Milano) |       |         |                                                          |

| Benevento 15 settembre 2002 3ª giornata | Sporting Benevento | 0 – 0 | Vis Pesaro | Stadio Santa Colomba\| Arbitro: \| Liberti (Genova) \| |
| Arbitro:                                | Liberti (Genova)   |       |            |                                                        |

| Arbitro: | Romeo (Verona) |

|                                                   |           |                |
| Grossi 34’ (aut.) Borneo 52’ (rig.) Pittaluga 88’ | Marcatori | 65’ Bertolucci |

| Arbitro: | Bernardoni (Modena) |

|                            |           |  |
| Pecorari 24’ Artistico 63’ | Marcatori |  |

| Arbitro: | Crugliano (Crotone) |

|            |           |              |
| Borneo 62’ | Marcatori | 75’ Califano |

| Arbitro: | Vicinanza (Albenga) |

|                                                    |           |                              |
| Capparella 3’ (rig.) Battisti 45+1’ De Ciantis 71’ | Marcatori | 43’ (rig.) Borneo 80’ Ischia |

| Arbitro: | Squillace (Catanzaro) |

|                                  |           |  |
| Vastola 14’ Molino 49’ Morfù 84’ | Marcatori |  |

| Arbitro: | Ciliberto (Merano) |

|            |           |                |
| Borneo 10’ | Marcatori | 74’ Martinetti |

| San Benedetto del Tronto 3 novembre 2002 10ª giornata | Sambenedettese    | 0 – 0 | Vis Pesaro | Stadio Riviera delle Palme\| Arbitro: \| Gava (Conegliano) \| |
| Arbitro:                                              | Gava (Conegliano) |       |            |                                                               |

| Arbitro: | Fiori (Perugia) |

|                        |           |            |
| Borneo 36’ Rizzato 70’ | Marcatori | 55’ Brutto |

| Arbitro: | Stefanini (Prato) |

|                                |           |                                        |
| Triuzzi 43’ Giraldi 62’ (aut.) | Marcatori | 7’ Staffolani 46’ Balleello 73’ Borneo |

| Arbitro: | Damato (Barletta) |

|                        |           |                         |
| Rizzato 24’ Borneo 62’ | Marcatori | 19’ Pestrin 60’ Gennari |

| Arbitro: | Pierpaoli (Firenze) |

|               |           |                      |
| Martini 90+4’ | Marcatori | 56’ Porcu 89’ Udassi |

| Arbitro: | Sacco (Civitavecchia) |

|                        |           |                           |
| Motta 54’ Molinari 78’ | Marcatori | 29’ Martini 75’ Balleello |

| Pesaro 15 dicembre 2002 16ª giornata | Vis Pesaro          | 0 – 0 | Martina | Stadio Tonino Benelli\| Arbitro: \| Giachero (Pinerolo) \| |
| Arbitro:                             | Giachero (Pinerolo) |       |         |                                                            |

| Arbitro: | Tagliavento (Terni) |

|              |           |  |
| Cecchini 49’ | Marcatori |  |

#### Girone di ritorno
| Pesaro 5 gennaio 2003 18ª giornata | Vis Pesaro               | 0 – 0 | Chieti | Stadio Tonino Benelli\| Arbitro: \| Giordano (Caltanissetta) \| |
| Arbitro:                           | Giordano (Caltanissetta) |       |        |                                                                 |

| Arbitro: | Banti (Livorno) |

|  |           |                           |
|  | Marcatori | 41’ Staffolani 55’ Borneo |

| Arbitro: | Giglioni (Siena) |

|                |           |              |
| Staffolani 21’ | Marcatori | 47’ De Palma |

| L'Aquila 25 gennaio 2003 21ª giornata | L'Aquila       | 0 – 0 | Vis Pesaro | Stadio Tommaso Fattori\| Arbitro: \| Torella (Roma) \| |
| Arbitro:                              | Torella (Roma) |       |            |                                                        |

| Pesaro 2 febbraio 2003 22ª giornata | Vis Pesaro        | 0 – 0 | Crotone | Stadio Tonino Benelli\| Arbitro: \| Tonolini (Milano) \| |
| Arbitro:                            | Tonolini (Milano) |       |         |                                                          |

| Arbitro: | Lena (Ciampino) |

|  |           |            |
|  | Marcatori | 52’ Borneo |

| Arbitro: | Zanzi (Lugo di Romagna) |

|           |           |                          |
| Borneo 2’ | Marcatori | 25’ Di Pietro 83’ Caputo |

| Arbitro: | Sacco (Civitavecchia) |

|  |           |                                         |
|  | Marcatori | 5’ Biancolino 61’ Molino 83’ Capparella |

| Arbitro: | Cigalotti (Milano) |

|                        |           |  |
| Cingolani 34’ Favo 79’ | Marcatori |  |

| Arbitro: | Giannoccaro (Lecce) |

|            |           |            |
| Borneo 38’ | Marcatori | 15’ Fanesi |

| Arbitro: | Crugliano (Crotone) |

|  |           |                            |
|  | Marcatori | 37’ F. Barison 89’ Giraldi |

| Arbitro: | Torella (Roma) |

|            |           |                     |
| Borneo 87’ | Marcatori | 11’, 74’ Passiatore |

| Arbitro: | Gava (Conegliano) |

|                 |           |             |
| Paulo Magno 83’ | Marcatori | 70’ Giraldi |

| Arbitro: | Carlucci (Molfetta) |

|                       |           |  |
| Frau 48’ F. Sanna 88’ | Marcatori |  |

| Arbitro: | Tonolini (Milano) |

|            |           |  |
| Borneo 17’ | Marcatori |  |

| Arbitro: | Herberg (Messina) |

|                          |           |  |
| Mitri 39’ V. Moretti 83’ | Marcatori |  |

| Arbitro: | Giannoccaro (Lecce) |

|                |           |                                    |
| U. Cazzola 88’ | Marcatori | 26’ Palladini 60’ Apa 86’ Cecchini |

### Coppa Italia di Serie C

#### Girone G
| Arbitro: | Capozzi (Vicenza) |

|               |           |                                      |
| Pittaluga 89’ | Marcatori | 20’ Terlizzi 73’ Denis 75’ Chiaretti |

| Arbitro: | Romeo (Verona) |

|                     |           |                                     |
| Marcucci 84’ (rig.) | Marcatori | 27’, 28’ Martini 58’ (rig.) Rizzato |

| 25 agosto 2002 3ª giornata |  | – Turno di riposo Vis Pesaro |  |  |

| Arbitro: | Ongaro (Rovigo) |

|                |           |                           |
| Staffolani 26’ | Marcatori | 16’ Rachini 62’ Lunardini |

| Arbitro: | Zanzi (Lugo di Romagna) |

|             |           |                  |
| Rondina 90’ | Marcatori | 85’ (rig.) Pazzi |